# 珀西 (伊利諾伊州)
珀西（英語：Percy）是位於美國伊利諾伊州蘭道夫縣的一個村落。

## 地理
珀西的座標為38°00′56″N 89°37′06″W / 38.01556°N 89.61833°W，而該地最高點為海拔高度144米（即472英尺）。

## 人口
根據2010年美國人口普查的數據，珀西的面積為2.45平方千米，當中陸地面積為2.44平方千米，而水域面積為0.01平方千米。當地共有人口970人，而人口密度為每平方千米395人。